# Arcidiocesi di Belgrado

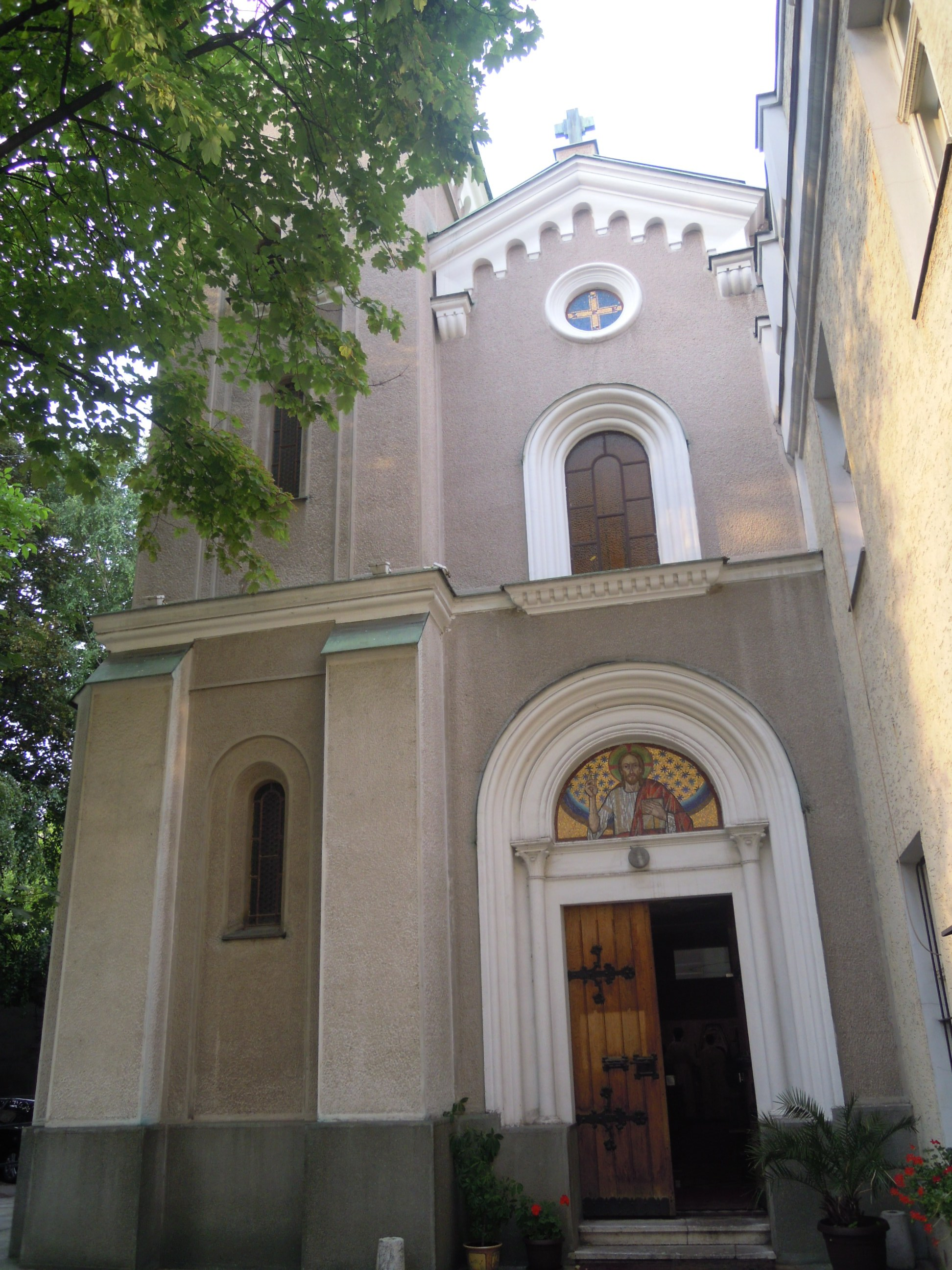
L'antica cattedrale di Cristo Re.

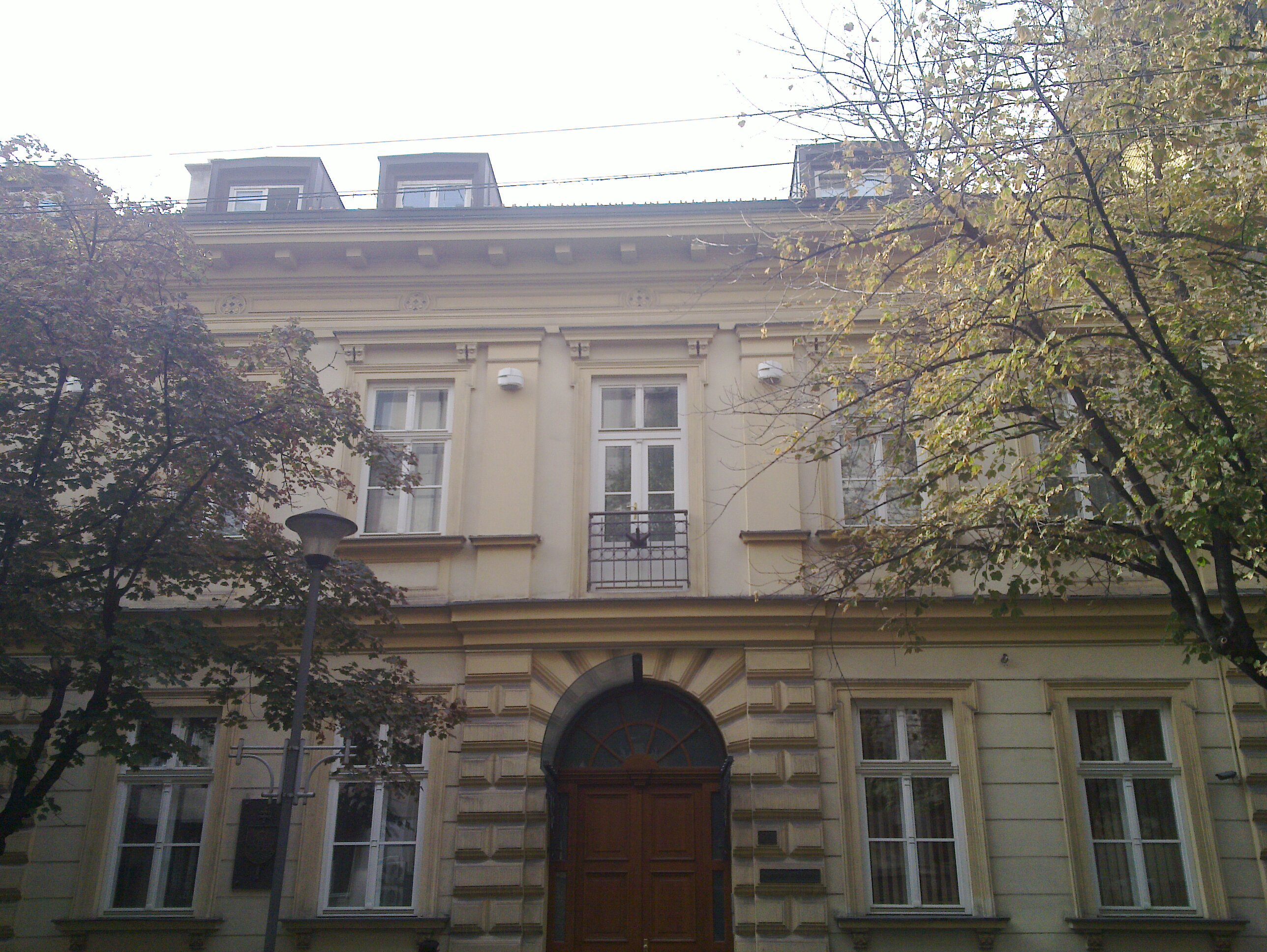
Il palazzo arcivescovile di Belgrado.

L'arcidiocesi di Belgrado (in latino Archidioecesis Belogradensis) è una sede metropolitana della Chiesa cattolica in Serbia. Nel 2022 contava 19 740 battezzati su 5 052 935 abitanti. È retta dall'arcivescovo cardinale Ladislav Német, S.V.D.

## Territorio
L'arcidiocesi comprende tutta la Serbia, esclusa la Voivodina. Nella mappa a destra il territorio della diocesi è contrassegnato in verde.
Sede arcivescovile è la città di Belgrado, dove si trovano la cattedrale della Beata Vergine Maria Assunta in Cielo (Blažene Djevice Marije) e la concattedrale di Cristo Re.
Il territorio si estende su 50.000 km² ed è suddiviso in 18 parrocchie.
La provincia ecclesiastica di Belgrado, istituita nel 1984, comprende due suffraganee: le diocesi di Subotica e di Zrenjanin.

## Storia
La presente arcidiocesi deriva dell'antica diocesi di Singidunum, eretta ai tempi dell'Impero romano, suffraganea dell'arcidiocesi di Viminacio, sede metropolitana della provincia romana della Mesia Prima (o Superiore). Sono due i vescovi documentati di Singidunum, entrambi sostenitori dell'arianesimo: Ursazio e Secondiano. La sede scomparve con le prime invasioni barbariche, ma venne ripristinata da Giustiniano I nel VI secolo; secondo Jacques Zeiller, un anonimo vescovo di Singidunum potrebbe essere documentato nel 580. In seguito la diocesi fu definitivamente soppressa.
Dal 1290 riprende la serie episcopale. In questo periodo la città e la diocesi ebbero denominazioni diverse: Alba Graeca, Alba Bulgarica, Nandoralba.
Dal 1429 ebbe il nome di diocesi di Belgrado ed era suffraganea dell'arcidiocesi di Kalocsa; comprendeva nel suo territorio anche la città di Timișoara, che poi cedette alla diocesi di Csanad.
Sotto il dominio ottomano, a partire dal 1521 furono nominati degli amministratori apostolici.
Sotto il successivo dominio asburgico il diritto di elezione vescovile fu rivendicato dalla corona, alla quale la Santa Sede si oppose, perché la diocesi di Belgrado non era fra le dieci fondate da santo Stefano. Belgrado rimase in mano austriaca in tre periodi diversi: 1688-1690, 1717-1739 e 1789-1791. Durante il governo asburgico divenne capitale del ricostituito Regno di Serbia e vi si trasferirono molti nuovi abitanti tra cui migliaia di cattolici.
Dal 1647 i vescovi di Belgrado erano anche amministratori apostolici di Smederevo (Semendria in latino). Il 23 dicembre 1729 la diocesi di Smederevo fu unita aeque principaliter con quella di Belgrado.
Secondo De Rosa e Cracco, dopo il 1737 Belgrado tornò sotto il dominio ottomano e della diocesi non rimase che il titolo, mentre il governo spirituale passava dall'arcivescovo di Skopje (1744) a quello di Nicopoli. Nel 1858 venne affidato al vescovo di Đakovo Strossmayer.
Sempre secondo De Rosa e Cracco, nel 1861 il principato serbo richiese alla Santa Sede di ristabilire un vescovo ordinario per la diocesi, che furono interpretati dall'amministratore apostolico Strossmayer come un tentativo di liberarsi di un suddito austriaco nel governo della diocesi. La Congregazione di Propaganda Fide nello stesso periodo decideva di erigere a Belgrado una prefettura apostolica, ma questo disegno restò inattuato.
In seguito al concordato del 24 giugno 1914, fu ripristinata la gerarchia cattolica nel regno di Serbia; la sede di Belgrado fu restaurata dopo anni di sede vacante ed elevata al rango di arcidiocesi. Tuttavia lo scoppio della prima guerra mondiale ed i successivi cambiamenti geopolitici della regione procrastinarono l'attuazione del concordato. Solo nel 1924 poté essere nominato il primo arcivescovo, il francescano Ivan Rafael Rodić, fino ad allora amministratore apostolico del Banato jugoslavo.
Il 16 dicembre 1986 in virtù della bolla Quoniam ut compertum di papa Giovanni Paolo II è divenuta sede metropolitana con le attuali diocesi suffraganee.
Il 12 luglio 1988 con il decreto Maiori Christifidelium della Congregazione per i Vescovi la cattedra dell'arcidiocesi è stata trasferita dalla chiesa di Cristo Re a quella della Beata Vergine Maria Assunta in Cielo.

## Cronotassi dei vescovi
Si omettono i periodi di sede vacante non superiori ai 2 anni o non storicamente accertati.
- Ursacio † (prima del 343 - circa 369 deposto)
- Secondiano † (menzionato nel 381)
- Martino, O.F.M. † (1290 - 1231 deceduto)
- Andrea, O.P. † (31 ottobre 1322 - ?)
- Paolo, O.E.S.A. † (22 aprile 1330 - 1346 deceduto)[4]
- Paolo Adam, O.Cruc. † (8 marzo 1346 - ? deceduto)
- Giovanni di Flestin (o Frusten), O.E.S.A. † (20 marzo 1363 - 1365 deceduto)[5]
- Nicola di Frusten, O.E.S.A. † (8 giugno 1365 - 1369 deceduto)[6]
- Michele † (? deceduto)
- Gregorio di Nexe, O.F.M. † (21 maggio 1419 - ?)
- Matteo di Riapa, O.F.M. † (1º settembre 1420 - ?)
- Antonio, O.F.M. † (1423 - ? deceduto)
- Nicola, O.F.M. † (1427 - ? deceduto)
- Biagio Giovanni, O.F.M. † (8 febbraio 1432 - ? deceduto)
- Stefano Petri † (30 aprile 1438 - ? deceduto)
- Tommaso † (16 aprile 1450 - ?)
- Pietro di Seghedino † (1475 - ?)
- Giovanni di Rhenese † (30 ottobre 1494 - ?)
  - Sede vacante
  - Tommaso † (10 luglio 1506 - ?) (vescovo titolare)
  - Nicola Giovanni Petri † (24 aprile 1525 - ?) (vescovo titolare)
  - Pietro Katich † (? - marzo 1622 deceduto) (amministratore apostolico)[7]
  - Alberto Rengjich di Ragusa, O.F.M. † (19 febbraio 1625 - 2 marzo 1630 deceduto)[8]
  - Pietro Massarechi † (1º marzo 1631 - 27 novembre 1634 deceduto)[9]
  - Giacomo di Carpi, O.F.M.Conv. † (5 marzo 1640 - 7 ottobre 1647 dimesso) (amministratore apostolico)
- Marino Ibrisimoich, O.F.M. † (7 ottobre 1647 - ? deceduto)
- Matteo Benlich, O.F.M. † (27 febbraio 1651 - 30 gennaio 1674 deceduto)
  - Roberto Korlatovich, O.F.M. † (6 maggio 1675 - ?) (vescovo eletto)
- Matteo Berniacovich, O.F.M. † (20 dicembre 1675 - 10 gennaio 1707 deceduto)
- Luca Natale † (24 gennaio 1709 - 19 gennaio 1720 deceduto)
  - Sede vacante (1720-1728)
- Anton von Thurn und Valsassina † (23 dicembre 1729 - 2 marzo 1733 nominato vescovo di Pécs)
- Franz Anton von Engel in Wagrain  † (5 maggio 1734 - 7 dicembre 1750 nominato vescovo di Csanád)
  - Sede vacante (1750-1755)
- István Pucz † (12 maggio 1755 - 24 marzo 1771 deceduto)
  - Sede vacante (1771-1775)
- Anton Zlatarić † (24 aprile 1775 - 30 gennaio 1790 deceduto)
- Nikolaus Kondé de Pókatelek † (24 settembre 1792 - 22 dicembre 1800 nominato vescovo di Gran Varadino)
- József Ignác de Vilt † (22 dicembre 1800 - 26 agosto 1806 nominato vescovo di Győr)
- Sandor Bodonyi † (27 novembre 1806 - 11 novembre 1811 deceduto)[10]
- Štefan Cech † (26 settembre 1814 - 8 gennaio 1821 nominato vescovo di Košice)
  - Sede vacante (1821-1833)
- Michael Johann Wagner † (29 luglio 1833 - 1º febbraio 1836 confermato vescovo di Sankt Pölten)
- Giuseppe Schrott † (19 maggio 1837 - circa 1858)
  - Sede vacante (1858-1924)
  - Josip Juraj Strossmayer † (1858[11] - 3 settembre 1898 dimesso) (amministratore apostolico)[12]
  - Venceslao Soić † (23 dicembre 1858 - 8 gennaio 1869 succeduto vescovo di Segna-Modruš) (vescovo titolare)[13]
  - Ivan Pavlesić † (4 luglio 1871 - 9 settembre 1893 deceduto) (vescovo titolare)[14]
- Ivan Rafael Rodić, O.F.M. † (29 ottobre 1924 - 28 novembre 1936 dimesso[15])
- Josip Antun Ujčić † (28 novembre 1936 - 24 marzo 1964 deceduto)
- Gabriel Bukatko † (24 marzo 1964 succeduto - 4 marzo 1980 dimesso)
- Alojz Turk † (4 marzo 1980 - 16 dicembre 1986 ritirato)
- Franc Perko † (16 dicembre 1986 - 31 marzo 2001 dimesso)
- Stanislav Hočevar, S.D.B. (31 marzo 2001 succeduto - 5 novembre 2022 ritirato)
- Ladislav Német, S.V.D., dal 5 novembre 2022

## Statistiche
L'arcidiocesi nel 2022 su una popolazione di 5.052.935 persone contava 19.740 battezzati, corrispondenti allo 0,4% del totale.
| anno | popolazione | popolazione | popolazione | presbiteri | presbiteri | presbiteri | presbiteri                | diaconi | religiosi | religiosi | parrocchie |
| anno | battezzati  | totale      | %           | numero     | secolari   | regolari   | battezzati per presbitero | diaconi | uomini    | donne     | parrocchie |
| ---- | ----------- | ----------- | ----------- | ---------- | ---------- | ---------- | ------------------------- | ------- | --------- | --------- | ---------- |
| 1950 | 50.000      | 3.500.000   | 1,4         | 23         | 10         | 13         | 2.173                     |         | 7         | 348       | 15         |
| 1959 | 50.000      | 3.200.000   | 1,6         | 23         | 9          | 14         | 2.173                     |         | 20        | 170       | 15         |
| 1969 | 36.000      | 5.000.000   | 0,7         | 29         | 10         | 19         | 1.241                     |         | 24        | 395       | 11         |
| 1980 | 34.800      | 5.000.000   | 0,7         | 16         | 9          | 7          | 2.175                     |         | 15        | 184       | 13         |
| 1990 | 12.400      | 5.590.000   | 0,2         | 27         | 12         | 15         | 459                       |         | 17        | 146       | 15         |
| 1999 | 8.400       | 5.505.000   | 0,2         | 19         | 9          | 10         | 442                       |         | 11        | 42        | 15         |
| 2000 | 8.300       | 5.500.000   | 0,2         | 18         | 10         | 8          | 461                       |         | 9         | 34        | 15         |
| 2001 | 9.000       | 5.500.000   | 0,2         | 20         | 10         | 10         | 450                       |         | 12        | 39        | 15         |
| 2002 | 9.800       | 5.599.800   | 0,2         | 22         | 12         | 10         | 445                       |         | 12        | 33        | 15         |
| 2003 | 9.900       | 5.647.900   | 0,2         | 22         | 11         | 11         | 450                       |         | 13        | 35        | 15         |
| 2004 | 60.000      | 5.527.810   | 1,1         | 23         | 14         | 9          | 2.608                     |         | 9         | 30        | 15         |
| 2006 | 9.267       | 5.469.977   | 0,2         | 23         | 14         | 9          | 402                       |         | 9         | 27        | 16         |
| 2012 | 26.130      | 5.938.000   | 0,4         | 20         | 11         | 9          | 1.306                     |         | 9         | 15        | 16         |
| 2015 | 27.050      | 5.500.000   | 0,5         | 21         | 11         | 10         | 1.288                     |         | 10        | 11        | 16         |
| 2018 | 20.087      | 5.136.900   | 0,4         | 22         | 13         | 9          | 913                       |         | 9         |           | 17         |
| 2020 | 19.900      | 5.095.000   | 0,4         | 20         | 12         | 8          | 995                       |         | 8         |           | 18         |
| 2022 | 19.740      | 5.052.935   | 0,4         | 24         | 13         | 11         | 822                       |         | 11        | 8         | 18         |